# Evolució (Star Trek: La nova generació)
"Evolució" (títol original en anglès "Evolution") és el primer episodi de la tercera temporada de la sèrie de televisió de ciència-ficció estatunidenca Star Trek: La nova generació, i el 49è de tota la sèrie, que es va emetre originalment el 25 de setembre de 1989, en redifusió als Estats Units.
Ambientada al segle XXIV, la sèrie segueix les aventures de la tripulació de la nau de la Flota Estel·lar de la Federació Enterprise-D. En aquest episodi, els nanites escapats amenacen l' Enterprise així com la seva missió de recerca crítica.

## Argument
La nau estel·lar Enterprise de la Federació, sota el comandament del capità Jean-Luc Picard (Patrick Stewart), s'acosta al sistema d'estrella binària Kavis Alpha per dur a terme la investigació astrofísica sota el guiatge del Dr. Paul Stubbs (Ken Jenkins), analitzant la desintegració del neutroni com a resultat d'una explosió estel·lar que es produeix cada 196 anys i que s'ha de produir en les properes hores. Stubbs té previst llançar una sonda, anomenada l'Ou, per recollir les dades, resultat del desenvolupament de tota la vida. Mentrestant, la directora mèdica Dra. Crusher (Gates McFadden) ha tornat a les seves funcions a l'Enterprise després d'una estada a la Flota Estel·lar Mèdica.
A mesura que s'acosta l'hora esperada de l'explosió estel·lar, la nau funciona malament de maneres estranyes (com per exemple "The Stars and Stripes Forever"), i el problema es localitza al nucli de l'ordinador. L'alferes en funcions Wesley Crusher (Wil Wheaton), que havia estat treballant en un projecte que implicava nanits microscòpics, s'adona que, sense voler, va deixar anar dos nanits dels seus experiments. Els nanits es van programar per trobar maneres de treballar junts i evolucionar. Una exploració del nucli de l'ordinador revela que els nanits han determinat una manera de replicar-se i s'han instal·lat al nucli de l'ordinador. Amb els controls de l'ordinador poc fiables, la tripulació i el Dr. Stubbs intenten veure si poden eliminar els nanits del nucli. Tanmateix, el Dr. Stubbs dispara el nucli amb un esclat de radiació gamma, destruint un gran nombre de nanits. Prenen represàlies inundant el pont amb diòxid de nitrogen, que la tripulació anul·la. El Dr. Stubbs està tancat a estances, però els nanites intenten més venjança xocant-lo amb electricitat. El capità Picard es prepara per inundar el nucli de l'ordinador amb radiació gamma per eliminar els nanits completament, però l'android segon oficial comandant Data (Brent Spiner) estableix la comunicació amb els nanits i els permet utilitzar el seu cos per parlar amb Picard. Picard s'adona que els nanits són conscients d'ells mateixos i van prendre les accions del Dr. Stubbs com a hostils, però volen pau. Picard negocia un acord per enviar els nanits a Kavis Alpha IV, designant-lo com el seu món natal. Els nanits accepten i reparen els danys al nucli de l'ordinador abans de deixar-lo. El Dr. Stubbs llança la seva sonda a temps i recull nombrosos volums de dades.

## Repartiment i doblatge al català
La sèrie va ser doblada al català pels estudis Tramontana (primera part) i Soundtrack (segona part) i emesa a TV3 l’any 1991. Els dobladors de l'episodi foren:
| Personatge      | Actor/actriu    | Veu en català            |
| --------------- | --------------- | ------------------------ |
| Jean-Luc Picard | Patrick Stewart | Joan Crosas              |
| William Riker   | Jonathan Frakes | Antoni Forteza           |
| Data            | Brent Spinner   | Joaquim Sota             |
| Geordi La Forge | LeVar Burton    | Aleix Estadella          |
| Worf            | Michael Dorn    | Enric Arquimbau          |
| Beverly Crusher | Gates McFadden  | Aurora Garcia            |
| Deanna Troi     | Marina Sirtis   | Victòria Pagès           |
| Wesley Crusher  | Will Wheaton    | Roger Pera               |
| Guinan          | Whoopi Goldberg | Montserrat Garcia Sagués |
| Dr Paul Stubbs  | Ken Jenkins     | Claudi Garcia            |

## Producció
Al començament de la tercera temporada, Michael Wagner va succeir breument a Maurice Hurley com a productor creador de la sèrie, però va renunciar després de només tres setmanes i quatre episodis.
"Evolució" presenta la primera aparició dels nous uniformes de la Flota Estel·lar; diversos membres del repartiment s'havien queixat dels anteriors uniformes de spandex que van portar a la seva substitució pels nous uniformes de llana de dues peces de collar mandarí. En una aparició a The Arsenio Hall Show poc abans de l'emissió de l'episodi, Patrick Stewart (Jean-Luc Picard) simplement va dir: "Els nous uniformes no fan mal", i el ressenyador Keith DeCandido més tard va elogiar el moviment en la seva revisió de l'episodi.
El retorn de Gates McFadden va arribar de manera inesperada i relativament tard, motiu pel qual els guionistes van tenir dificultats per centrar gran part de la trama en la relació entre Beverly Crusher i el seu fill. El tema central del guió va ser la majoria d'edat del fill i la llarga absència de la seva mare. L' Enterprise es va tornar a posar en perill mitjançant una subtrama, que aleshores s'havia convertit en un mètode estandarditzat per incorporar elements de ciència-ficció a qualsevol història de l' Enterprise.

## Recepció
Escrivint per a The A.V. Club, Zack Handlen va comparar favorablement l'episodi amb el primer episodi de la temporada anterior, "El nen" (que va considerar que era el pitjor episodi d'aquella temporada, sense tenir en compte l'episodi clip show "Ombres argentades"). Handlen va escriure que trobava "Evolution" tant més agradable que "corria el perill de sobrevalorar-la". Li agradava Ken Jenkins com el Dr. Paul Stubbs, que "arriba a la línia entre desagradablement arrogant i vulnerable". Tanmateix, tot i que estava content de veure el retorn de Gates McFadden com a Beverly Crusher, es va sentir decebut amb l'absència de Diana Muldaur, assenyalant que "la relació entre Pulaski i Picard que mai es va omplir". Va resumir: "Els personatges estan allà on han d'estar, el meu metge preferit ha tornat i el programa sembla que està preparat per fer el següent pas", i va qualificar l'episodi de "B".
James Hunt de Den of Geek va elogiar Ken Jenkins i les escenes entre ell i Wesley, així com les escenes amb Beverly i Guinan. Va pensar que l'episodi podria haver estat més fort si s'hagués centrat en els fils dels personatges i els moments filosòfics. Keith DeCandido, escrivint per Tor.com, va elogiar "el debut de les jaquetes d'uniformes de coll alt i folgades", afirmant que "és molt bo veure que la tripulació ja no porta els unitards", i li va agradar el retorn de la Dra. Crusher i de l'actriu McFadden "amb química excel·lent" amb Wil Wheaton, així com les promocions fora de la pantalla de Worf i La Forge. DeCandido va reconèixer que l'episodi se sentia "inacabat" ja que l'episodi no va reconèixer com Wesley va aconseguir crear una espècie sencera, "al final s'ha guardat en una entrada de registre" - i que no hi va haver conseqüències pel que fa a les seves accions que gairebé van portar a la destrucció de la nau.
El 2011, Forbes va assenyalar aquest episodi com un que explora les implicacions de la tecnologia avançada, comparant-lo també amb l'episodi posterior "Qualitata de vida" (temporada 6, episodi 9). El 2010, Wired va assenyalar que aquest era l'episodi de Star Trek que es podia utilitzar per ensenyar sobre nanotecnologia.

## Llançament
El juliol de 2011, el servei de streaming per Internet Netflix va posar a disposició tots els episodis de Star Trek, que inclourien aquest episodi.
L'episodi es va publicar amb la caixa del DVD de la tercera temporada de Star Trek: La nova generació, llançat als Estats Units el 2 de juliol de 2002. Tenia els 26 episodis de la temporada 3 en set discs, amb una pista d'àudio Dolby Digital 5.1. Va ser llançat en Blu-ray d'alta definició als Estats Units el 30 d'abril de 2013.